# Fleestedt
Fleestedt est un quartier de la commune de Seevetal, dans le Land de Basse-Saxe.

## Histoire
La première mention documentée du village remonte à 1257.
Fleestedt est une commune indépendante jusqu'au 1er juillet 1972, date de la fusion avec 18 autres communes pour former la commune de Seevetal.

## Transport
Le quartier est au bord de la Bundesautobahn 7 et est donc facilement accessible en voiture. La ligne de bus la plus importante est la ligne Metrobus 14 vers Hambourg-Harburg. Il existe également des liaisons en bus vers Maschen et par Hittfeld vers Jesteburg. La partie nord de la gare de Hittfeld se situe à l'ouest de Fleestedt, mais le bâtiment de la gare lui-même et les zones adjacentes au sud se trouvent déjà dans le quartier voisin d'Emmelndorf.

## Armoirie
Le blason représente le moulin de Fleestedt, détruit vers la fin de la Seconde Guerre mondiale afin qu'il ne puisse pas servir de point de repère à l'avancée des troupes anglaises. L'emplacement du moulin était une élévation près de Mühlenweg à la périphérie ouest de Fleestedt.

## Source, notes et références
- (de) Cet article est partiellement ou en totalité issu de l’article de Wikipédia en allemand intitulé « Fleestedt » (voir la liste des auteurs).

1. 1 2  (de) « Fleestedt », sur Seevetal (consulté le 26 mai 2023)
2. ↑  (de) Statistisches Bundesamt, Historisches Gemeindeverzeichnis für die Bundesrepublik Deutschland. Namens-, Grenz- und Schlüsselnummernänderungen bei Gemeinden, Kreisen und Regierungsbezirken vom 27.5.1970 bis 31.12.1982, 1983 (ISBN 3-17-003263-1)
3. ↑  (de) Thomas Sulzyc, « So wirkt sich die geplante Neubau-Bahntrasse aus », sur Kreiszeitung Wochenblatt, 2023 (consulté le 26 mai 2023)